# 瑞士人壽
瑞士人壽（Swiss Life）是瑞士最大的人壽保險公司，也是瑞士第一個人壽保險公司。它於1867年創立於蘇黎世，原名“Schweizerische Lebensversicherungs und Rentenanstalt”，1997年在瑞士證券交易所上市，2002年改現名。